# О Хлебникове. Контексты, источники, мифы
«О Хле́бникове. Конте́ксты, исто́чники, ми́фы» — сборник научных статей и материалов американского слависта Хенрика Барана, посвящённый творчеству Велимира Хлебникова. Издан Российским государственным гуманитарным университетом в 2002 году на русском языке.

## История издания
К началу 1990-х годов Хенрик Баран полагал, что исследования творчества Велимира Хлебникова, которыми он активно занимался в 1970-е и 1980-е годы, для него исчерпаны. Но в 1990-е годы появились бо́льшие возможности для архивных изысканий, новые публикации текстов Хлебникова, вырос интерес к Хлебникову со стороны читателей и исследователей — и Баран продолжил свои хлебниковские штудии.
Статьи и заметки этого и начала следующего десятилетия и составили книгу «О Хлебникове. Контексты, источники, мифы», изданную в 2002 году. Почти все они публиковались раньше, но при подготовке издания были частично отредактированы заново. Редактирование почти не затронуло их первоначального вида и касалось, главным образом, унификации аппарата и стилистической правки. Тем не менее, из-за бурного развития хлебниковедения некоторые выводы автору пришлось пересмотреть, и почти все свои работы он снабдил постскриптумами, иногда полемическими, и в ряде случаев предложил альтернативные решения поставленных исследованиями вопросов.
В название книги «перекочевал» подзаголовок «Контекст, источники, мифы» опубликованной годом раньше в журнале «Новое литературное обозрение» статьи Барана «Египет в творчестве Велимира Хлебникова: контекст, источники, мифы». Сама же статья, войдя в книгу, этот подзаголовок потеряла, став одной из глав под названием «Египет в творчестве Велимира Хлебникова». В предисловии к книге Баран так объяснил её подзаголовок:
Удивительная многогранность творчества Хлебникова <…> принуждает исследователя к самоограничениям в выборе «подступов» (термин молодого Р. Якобсона), заставляет его сосредоточиться на определённой проблематике. В моём случае эти проблемы указаны в названии книги — вопросы о контекстах, широких или узких, поэтического мира Хлебникова, об источниках его образов, мотивов и персонажей, о характере создаваемых им мифов в большей или меньшей мере ставятся в каждой статье.
Сборник Хенрика Барана «О Хлебникове. Контексты, источники, мифы» был издан Российским государственным гуманитарным университетом тиражом 2000 экземпляров.

## Влияние
Интерпретация повести Хлебникова «Ка» в работе Хенрика Барана «Египет в творчестве Хлебникова: контекст, источники, мифы» (2001), перепечатанная с постскриптумом в книге «О Хлебникове…», была базовой для Лады Пановой при её собственной интерпретации в статье «„Ка“ Хлебникова: сюжет как жизнетворчество».
Глава книги была посвящена солнцеборческому мифу — одному из основных мотивов творчества Хлебникова. Обращение к солнцеборчеству находилось для Хлебникова в общем русле его установки на фольклорные традиции, мифологии, древности. Хлебниковские герои бросают вызов Солнцу и побеждают его. И. А. Шадрихина экстраполировала это положение книги Барана на весь русский авангард (прежде всего на оперу «Победа над Солнцем») и Владимира Маяковского — в связи с его самоубийством в контексте солнцеборческого мифа.

## Библиографическое описание
- Баран Хенрик. О Хлебникове. Контексты, источники, мифы. — М.: Российский государственный гуманитарный университет, 2002. — 416 с. — 2000 экз. — ISBN 5-7281-0337-5.